# Пашаев, Назар Абдулла оглы
Пашаев Назар Абдулла оглы (азерб. Paşayev Nəzər Abdulla oğlu; 15 декабря 1908, Веди, Кавказское наместничество — неизвестно, Баку) — азербайджанский советский историк, доктор исторических наук (1964, тема «Развитие социалистической культуры Советского Азербайджана в послевоенный период (1946—1962 гг.)»), профессор (1965), заслуженный деятель науки Азербайджанской ССР (1981).

## Биография
Назар Пашаев родился 15 декабря 1908 года в селе Бёюк-Веди Эриванской Губернии.
В 1942—1946 годах работал преподавателем в Азербайджанском государственном институте.
В 1949 году защитил кандидатскую диссертацию на тему «Культурная революция в Азербайджанской ССР (1920—1940 гг.)»
С 1959 года работал доцентом в Азербайджанском педагогическом институте имени В. И. Ленина
С 1971 заведующим кафедрой истории Азербайджана.
С 1965 года был членом научного совета истории науки и культуры Азербайджанской ССР.

## Научные труды
- Развитие социалистической культуры в Азербайджане, Баку, «Азернешр», 1957 (редактор Ш. Абасов)
- Научные и культурные отношения республик Закавказья, Баку, «Азернешр», 1962
- Победа культурной революции в Советском Азербайджане, Москва, 1976
- Нариман Нариманов и азербайджанская культура, Баку, «Азернешр», 1986 (редактор Фуад Касим-заде)